# Canton de Montfort-en-Chalosse
Le canton de Montfort-en-Chalosse est une ancienne division administrative française située dans le département des Landes et la région Aquitaine. Il a été supprimé par le nouveau découpage cantonal entré en vigueur en 2015.

## Géographie
Ce canton était organisé autour de Montfort-en-Chalosse dans l'arrondissement de Dax. Son altitude variait de 3 m (Hinx) à 108 m (Montfort-en-Chalosse) pour une altitude moyenne de 51 m.

## Communes
Le canton de Montfort-en-Chalosse comprenait vingt et une communes et comptait 11 739 habitants (population municipale) au 1er janvier 2010.
| Nom                    | Code Insee | Intercommunalité      | Superficie (km2) | Population (dernière pop. légale) | Densité (hab./km2) |
| ---------------------- | ---------- | --------------------- | ---------------- | --------------------------------- | ------------------ |
| Cassen                 | 40068      | CC Terres de Chalosse | 5,97             | 572 (2014)                        | 96                 |
| Clermont               | 40084      | CC Terres de Chalosse | 15,02            | 786 (2014)                        | 52                 |
| Gamarde-les-Bains      | 40104      | CC Terres de Chalosse | 18,95            | 1 184 (2014)                      | 62                 |
| Garrey                 | 40106      | CC Terres de Chalosse | 4,93             | 191 (2014)                        | 39                 |
| Gibret                 | 40112      | CC Terres de Chalosse | 2,58             | 105 (2014)                        | 41                 |
| Goos                   | 40113      | CC Terres de Chalosse | 10,49            | 530 (2014)                        | 51                 |
| Gousse                 | 40115      | CC Terres de Chalosse | 4,09             | 312 (2014)                        | 76                 |
| Hinx                   | 40126      | CC Terres de Chalosse | 15,51            | 1 874 (2014)                      | 121                |
| Louer                  | 40159      | CC Terres de Chalosse | 2,85             | 300 (2014)                        | 105                |
| Lourquen               | 40160      | CC Terres de Chalosse | 5,90             | 178 (2014)                        | 30                 |
| Montfort-en-Chalosse   | 40194      | CC Terres de Chalosse | 11,57            | 1 181 (2014)                      | 102                |
| Nousse                 | 40205      | CC Terres de Chalosse | 3,87             | 244 (2014)                        | 63                 |
| Onard                  | 40208      | CC Terres de Chalosse | 6,15             | 377 (2014)                        | 61                 |
| Ozourt                 | 40216      | CC Terres de Chalosse | 3,97             | 205 (2014)                        | 52                 |
| Poyanne                | 40235      | CC Terres de Chalosse | 10,72            | 666 (2014)                        | 62                 |
| Poyartin               | 40236      | CC Terres de Chalosse | 13,04            | 831 (2014)                        | 64                 |
| Préchacq-les-Bains     | 40237      | CC Terres de Chalosse | 8,63             | 676 (2014)                        | 78                 |
| Saint-Geours-d'Auribat | 40260      | CC Terres de Chalosse | 5,47             | 390 (2014)                        | 71                 |
| Saint-Jean-de-Lier     | 40263      | CC Terres de Chalosse | 8,15             | 414 (2014)                        | 51                 |
| Sort-en-Chalosse       | 40308      | CC Terres de Chalosse | 15,39            | 934 (2014)                        | 61                 |
| Vicq-d'Auribat         | 40324      | CC Terres de Chalosse | 4,20             | 266 (2014)                        | 63                 |

## Administration

### Conseillers généraux de 1833 à 2015
| Période | Période             | Identité                     | Étiquette   | Qualité |
| ------- | ------------------- | ---------------------------- | ----------- | --- |
| 1833    | 1833                | Charles de Poyusan           |             | Maire de Dax Élu conseiller général du canton de Dax                                                                                     |
| 1833    | 1839                | François Geoffroy            |             | Maire de Cassen |
| 1839    | 1852                | Jean-Baptiste, Salvat Salles |             | Procureur du Roi à Confolens (Charente)                                                                                                  |
| 1852    | 1877                | Louis, Charles de Behr       |             | Propriétaire, maire de Gamarde-les-Bains (1844-1870 et 1878-1884)                                                                        |
| 1877    | 1883                | Henri de Laborde d'Arbrun    | Droite      | Juge de paix à Montfort-en-Chalosse |
| 1883    | 1919                | Frédéric Lestage             | Républicain | Médecin, maire de Poyanne |
| 1919    | 1934                | François Dupaya              | PRS         | Maire de Montfort-en-Chalosse (1908-1935)                                                                                                |
| 1935    | 1940 (décès)        | Pierre Fully                 | Rad.        | Ancien Préfet Député (1936-1940) |
|         |                     |                              |             | |
| 1943    | 1945                | René Lestage                 |             | Médecin, maire de Poyanne Nommé conseiller départemental en 1943                                                                         |
|         |                     |                              |             | |
| 1945    | 1951                | Eugène Broca                 | SFIO        | Ouvrier peintre Maire de Montfort-en-Chalosse (1945-1947)                                                                                |
| 1951    | 1958                | Charles Dupaya               | Rad.        | Pharmacien Maire de Montfort-en-Chalosse (1935-1944 et 1947-1965)                                                                        |
| 1958    | 1972 (décès)        | Georges Terral               | SFIO        | Instituteur, Préchacq-les-Bains |
| 1973    | 1982                | Marcel Sintas                | PCF         | Agriculteur, cofondateur du MODEF Maire de Nousse (1977-1990)                                                                            |
| 1982    | 1994 (annulation)   | Guy Gaujacq                  | PS          | Secrétaire parlementaire de Philippe Labeyrie Directeur de l'Association des Maires des Landes                                           |
| 1995    | 1995 (invalidation) | Alain Rivière                | DVD-RPR     | Médecin Adjoint au maire de Montfort-en-Chalosse (1995-2001)                                                                             |
| 1995    | 2015                | Marie-Élisabeth Servières    | PS          | Maire de Sort-en-Chalosse (1989-2014) Présidente de la communauté de communes de Montfort-en-Chalosse Vice-présidente du Conseil général |

### Conseillers d'arrondissement (de 1833 à 1940)
| Période                                  | Période | Identité        | Étiquette       | Qualité |
| ---------------------------------------- | ------- | --------------- | --------------- | --- |
| 1833                                     | 1842    | M. Lux          |                 | Ancien officier de cavalerie, propriétaire à Montfort-en-Chalosse                                           |
| 1842                                     | 1845    | M. Juzaux       |                 | Juge de paix à Montfort-en-Chalosse                                                                         |
|                                          |         |                 |                 | |
| 1886                                     |         | Vincent Labat   | Républicain     | Médecin, maire d'Ozourt, Président du Conseil d'arrondissement                                              |
|                                          |         |                 |                 | |
| 1919                                     | 1940    | Prosper Lalanne | RG puis Radical | Médecin à Clermont                                                                                          |
| 1940                                     |         |                 |                 | Les conseils d'arrondissement ont été suspendus par la loi du 12 octobre 1940 et n'ont jamais été réactivés |
| Les données manquantes sont à compléter. |         |                 |                 | |

## Démographie
| 1962  | 1968  | 1975  | 1982  | 1990  | 1999  | 2006   | 2010   | - |
| ----- | ----- | ----- | ----- | ----- | ----- | ------ | ------ | - |
| 8 298 | 8 622 | 8 261 | 8 518 | 9 015 | 9 266 | 10 249 | 11 739 | - |